# Xingning (Meizhou)

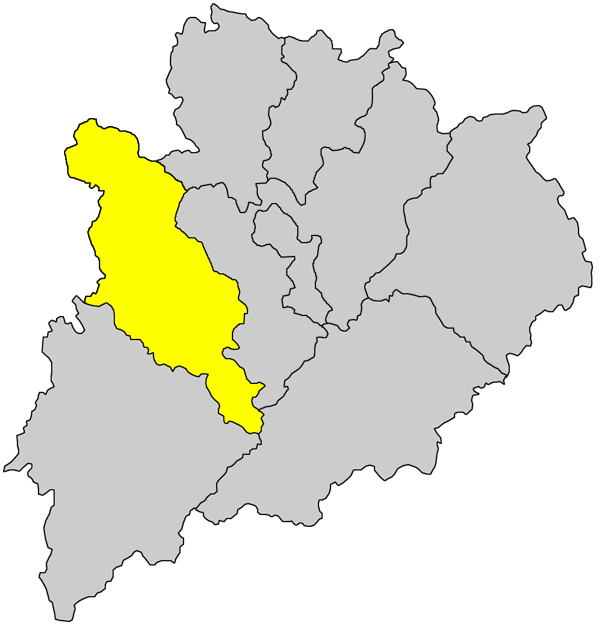
Lage der Stadt Xingning im Verwaltungsgebiet der Stadt Meizhou

Die Stadt Xingning (chinesisch 兴宁市, Pinyin Xīngníng Shì, Hakka: Hinnên) ist eine kreisfreie Stadt der bezirksfreien Stadt Meizhou im Nordosten der Provinz Guangdong in der Volksrepublik China. Sie hat eine Fläche von 2.075 km² und zählt 779.411 Einwohner (Stand: Zensus 2020).

## Administrative Gliederung
Auf Gemeindeebene setzt sich die kreisfreie Stadt aus drei Straßenvierteln und 17 Großgemeinden zusammen. 